# Église de Nousiainen
L'église Saint Henri de Nousiainen   (en finnois : Nousiaisten Pyhän Henrikin kirkko) est une église médiévale en pierre construite à Nousiainen en Finlande,,,.

## L'église
L'église diffère par sa forme des autres églises médiévales. L'extrémité ouest de la nef est triangulaire et l'extrémité Est est plus étroite. 
La salle d'armes a des portes sur les murs est et ouest, le mur sud a un balcon de prédication externe relié à la fenêtre,. 
L'église a utilisé une quantité exceptionnelle de briques au sommet des murs. 
Les vitraux du chœur et le portail sud présentent diverses formes en brique. 
Quatre paires de piliers divisent la nef en trois vaisseaux. Les voûtes sont de simples voûtes croisées et présentent des peintures primitives. L'intérieur de la nef est moderne, à l'exception du sarcophage de saint Henri restauré à la fin des années 1960 et de la chaire offerte en 1640,.
L'élément le plus remarquable de l'église est un sarcophage en calcaire noir belge offert par l'évêque Maunu II Tavast en 1429.
Recouvert de carreaux de laiton gravés représentant la vie et les miracles de l'évêque Henrik. 
De plus, l'église possède une sculpture à grande échelle de saint Henri.

## Le clocher et le cimetière
Le modeste clocher à deux étages a été construit en 1759-1760 au sud de l'église sous la direction de Matias Leidenius de Turku.